# Ґаєво (Чарнковсько-Тшцянецький повіт)
Ґаєво (пол. Gajewo, нім. Putzighauland) — село в Польщі, у гміні Чарнкув Чарнковсько-Тшцянецького повіту Великопольського воєводства.
Населення — 433 особи (2011).
У 1975-1998 роках село належало до Пільського воєводства.

## Демографія
Демографічна структура станом на 31 березня 2011 року:
|          | Загалом | Допрацездатний вік | Працездатний вік | Постпрацездатний вік |
| -------- | ------- | ------------------ | ---------------- | -------------------- |
| Чоловіки | 219     | 48                 | 152              | 19                   |
| Жінки    | 214     | 47                 | 134              | 33                   |
| Разом    | 433     | 95                 | 286              | 52                   |